# Klokkenveld
Het Klokkenveld is een park in de Utrechtse wijk Ondiep. Het langwerpige park is gelegen langs de Marnixlaan. In het park bevinden zich verschillende speeltoestellen voor jongere kinderen en tevens een basketbalveld en een voetbalveldje. Een breed slingerpad met banken verbindt beide velden met elkaar. In het park bevinden zich tevens een hondenspeelweide en twee hondentoiletten.
In 2011 werd er in het kader van de herinrichting van het park een archeologisch onderzoek uitgevoerd op het Klokkenveld. Men vond er sporen en restanten van Nieuwlicht, een 14e-eeuws kartuizerklooster (1391-1580). Dit klooster werd in 1391 gesticht door Zweder van Abcoude, heer van Gaasbeek, Putten en Strijen. Door het onderzoek konden de omvang van de pandhof en de bijbehorende begraafplaatsen worden vastgesteld.
Amaliapark · Park De Balije · Park Bloeyendael · Park de Gagel · Griftpark · Hogelandsepark · Park Hoge Weide · Julianapark · Klokkenveld · Kromme Rijnpark · Majellapark · Máximapark · Moreelsepark · Park Nieuweroord · Niftarlakepark · Noorderpark · Nynkeplantsoen · Oorsprongpark · Park Oosterspoorbaan · Oranjepark · Park De Groene Kop · Park Leeuwesteyn · Park Oog in Al · Park Transwijk · Rosarium (Oudwijk) · Sterrenbos · Park Tivoli · Van Heukelompark · Vechtzoompark · Park Voorn · Park de Watertoren · Wilhelminapark · Willem Alexanderpark · Zocherpark